# Dimitrie August Laurian
Dimitrie August Laurian (Bucarest, 1846-Bucarest, 1906) fue un político, profesor y periodista rumano.

## Biografía
Nacido en Bucarest en 1846, era hijo de August Laurian. Se licenció en Letras por la Facultad de Derecho de la Universidad de Bucarest y luego se doctoró en la Facultad de la Universidad de Bruselas y fue nombrado, en septiembre de 1871, profesor de filosofía en el liceo Sfântu Sava. Ocupó el cargo de secretario general del Ministerio de Instrucción Pública e inspector general de enseñanza secundaria (1888-1894). Fundó Transacţiuni literare y fue director del periódico România Libera, que más tarde se convirtió en Constituţionalul, que dirigió. Fue elegido senador y diputado durante el gobierno conservador de 1888 a 1895. Falleció el 7 de noviembre de 1906 en Bucarest.